# Азинари Росильон, Джузеппе Марио
Герцог Джузеппе Марио Азинари Росильон, маркиз ди Бернеццо и ди Кальвезана, сеньор ди Бельведере, ди Брига и ди Казаско (итал. Duca Giuseppe Mario Asinari Rossillon, marchese di Bernezzo, marchese di Clavesana, signore di Belvedere, signore di Briga, signore di Casasco; 23 марта 1874 года, Пинероло, Королевство Италия — 4 июня 1943 года, Рим, Королевство Италия) — итальянский государственный деятель, военачальник.

## Образование
- 1 октября 1887 года окончил Миланское военное училище.
- 13 октября 1891 года окончил военную школу.
- C 19 октября 1905 года по 20 августа 1908 года обучался в Военном колледже.

## Карьера
С 1911 года по 1912 год — участвовал в Итало-турецкой войне.
С 1915 года по 1918 год — участвовал в Первой мировой войне.
С 22 января 1931 года по 23 марта 1940 года — первый генерал-адъютант Его Величества Короля.
25 марта 1939 года назначен сенатором Королевства Италия. Полномочия подтверждены 5 апреля 1939 года, присягу принял 17 апреля 1939 года.
С 23 марта 1940 года — первый почётный генерал-адъютант Его Величества Короля.
В Сенате, с 15 апреля 1940 года по 4 июня 1943 года, входил в состав Комиссии по оценке Верховного суда и комиссии по делам Вооружённых сил.

## Воинское звание
- генерал армейского корпуса (генерал-лейтенант) (17 сентября 1933 года)

## Награды
- Орден Святых Маврикия и Лазаря:
  - Большой крест (15 января 1934 года)
  - Командор (11 января 1931 года)
  - Кавалер (13 сентября 1917 года)
- Орден Короны Италии:
  - Большой крест (8 января 1930 года)
  - Офицер (1 июня 1919 года)
  - Кавалер (9 апреля 1916 года)
- Колониальный орден Звезды Италии:
  - Большой крест (1 июня 1933 года)
  - Великий офицер (27 октября 1932 года)
- Серебряная медаль «За воинскую доблесть»
- Бронзовая медаль «За воинскую доблесть» (дважды)
- Маврикианская медаль
- Медаль «В память объединения Италии»
- Большой крест ордена Пия IX (Святой Престол)
- другие награды